# Бадахос (футбольный клуб)
«Бадахос» (исп. CD Badajoz) — испанский футбольный клуб из одноимённого города, в одноимённой провинции в автономном сообществе Эстремадура.

## История
Клуб основан в 1905 году, путём слияния клубов «Расинг» и «Спорт», домашние матчи проводит на стадионе «Нуэво Виверо», вмещающем 15 598 зрителей. До 1998 года домашней ареной клуба был стадион «Эль Виверо», который был домашнем стадионом «Бадахоса» с момента его основания. У клуба можно выделить два золотых периода, 50-е и 90-е годы XX-го века, когда он стабильно выступал в Сегунде. В Примеру «Бадахос» никогда не поднимался, лучших результатов в «Сегунде» клуб добивался в сезонах 1995/96, 1996/97 и 1997/98, в которых занимал 6-е место. В связи с финансовыми проблемами клуб прошёл процедуру банкротства 1 июля 2012 года, в результате которой был переведён из Сегунды B во вторую региональную лигу Эстремадуры.

## Сезоны по дивизионам
- Сегунда — 20 сезонов
- Сегунда B — 18 сезонов
- Терсера — 34 сезона
- Региональные лиги — 4 сезона